# Una donna con tre anime
Una donna con tre anime è un romanzo futurista scritto da Rosa Rosà (Edith von Haynau) e pubblicato nel 1918. È considerato uno dei primi esempi di fantascienza femminista nella letteratura italiana.

## Storia editoriale
Il romanzo fu pubblicato per la prima volta nel 1918 a Milano dallo Studio Editoriale Lombardo. Una ristampa significativa è quella del 1981, a cura di Claudia Salaris, per le Edizioni delle donne.

## Trama
Giorgina Rossi, una donna ordinaria e conformista, subisce un'alterazione psichica dovuta a un incidente elettromagnetico che la porta a vivere tre diverse personalità. La prima la rende sensuale e libera da pregiudizi morali; la seconda le conferisce un temperamento virile e deciso; la terza le dona una sensibilità straordinaria e capacità medianiche. Queste trasformazioni simboleggiano un percorso di evoluzione verso uno stato di coscienza superiore.

## Accoglienza e critica
Il romanzo, il più noto scritto da Rosa Rosà, è stato oggetto di attenzione da parte della critica per la sua posizione unica all'interno del futurismo italiano. Lucia Re ha sottolineato come l'opera rappresenti una risposta critica al maschilismo del futurismo italiano, proponendo una visione alternativa e femminista.
Vincenzo Pernice, nel suo studio del 2021, analizza il romanzo nel contesto del dibattito futurista sulla "questione femminile" scaturito dalla pubblicazione di Come si seducono le donne di Filippo Tommaso Marinetti. Pernice osserva che Una donna con tre anime si inserisce in questo dibattito, proponendo una rappresentazione della donna che, pur utilizzando elementi della fantascienza e dell'utopia, non si configura come un testo esplicitamente femminista o emancipazionista. Secondo Pernice, il romanzo presenta una visione ambigua dell'emancipazione femminile, dove la protagonista, Giorgina, attraverso le sue trasformazioni, non raggiunge una reale liberazione, ma piuttosto una condizione che riflette le contraddizioni del movimento futurista riguardo al ruolo della donna.

## Edizioni
- Rosa Rosà, Una donna con tre anime, Milano, Studio Editoriale Lombardo, 1918.
- Rosa Rosà, Una donna con tre anime: romanzo futurista, a cura di Claudia Salaris, Milano, Edizioni delle donne, 1981.
- Rosa Rosà, Una donna con tre anime, collana Sorelle d'Italia, Papero Editore, 2018, ISBN 9788894303254.